# ニック・カーツ
ニコラス・ジェフリー・カーツ（Nicholas Jeffrey Kurtz, 2003年3月12日 - ）は、アメリカ合衆国ペンシルベニア州ランカスター出身のプロ野球選手（内野手）。左投左打。MLBのアスレチックス所属。

## 経歴

### プロ入り前
ウェイクフォレスト大学では1年目の2022年は56試合に出場して打率.338、15本塁打、56打点を記録した。2年目の2023年は56試合に出場して打率.353、24本塁打、69打点を記録した。3年目の2024年は54試合に出場して打率.306、22本塁打、57打点を記録した。

### プロ入りとアスレチックス時代
2024年7月に行われたMLBドラフトにおいて、オークランド・アスレチックスから1巡目（全体4位）で指名されプロ入り。契約後は傘下A級ストックトン・ポーツで7試合、傘下AA級ミッドランド・ロックハウンズで5試合の合計12試合に出場し、打率.368、4本塁打、13打点を記録した。またオフにはMLB各球団のプロスペクトが集まるアリゾナ・フォールリーグに参加し、13試合に出場して打率.353、2本塁打、13打点を記録した。
2025年は傘下AAA級ラスベガス・アビエイターズで開幕から20試合に出場して打率.353、7本塁打、24打点と好成績を残し、4月23日にマイナー出場わずか32試合にしてメジャー初昇格。同日のテキサス・レンジャーズ戦で「7番・一塁手」で先発出場してメジャーデビュー。7月25日のヒューストン・アストロズ戦では、メジャー初となる新人選手による1試合4本塁打を達成した。これらの活躍によって7月度のアメリカンリーグ「ルーキー・オブ・ザ・マンス」に選出されると共に初となる「プレイヤー・オブ・ザ・マンス」を受賞した。なお、「ルーキー・オブ・ザ・マンス」に関しては6月度も選出されており、二ヶ月連続での受賞となった。

## 詳細情報

### 表彰
- ルーキー・オブ・ザ・マンス：2回（2025年6月、7月）
- プレイヤー・オブ・ザ・マンス：1回（2025年7月）

### 背番号
- 16（2025年 - ）